# Front pour l'émergence et la prospérité
 (janvier 2010).
Si vous disposez d'ouvrages ou d'articles de référence ou si vous connaissez des sites web de qualité traitant du thème abordé ici, merci de compléter l'article en donnant les références utiles à sa vérifiabilité et en les liant à la section « Notes et références ».
Le  Front pour l'émergence et la prospérité est un parti politique du Sénégal
Son siège est à Dakar

## Histoire
Au 6 janvier 2009 son président est M Lat Diop